# Houetteville
Houetteville – miejscowość i gmina we Francji, w regionie Normandia, w departamencie Eure.
Według danych na rok 1990 gminę zamieszkiwały 173 osoby, a gęstość zaludnienia wynosiła 25 osób/km² (wśród 1421 gmin Górnej Normandii Houetteville plasuje się na 728 miejscu pod względem liczby ludności, natomiast pod względem powierzchni na miejscu 539).